# Davis Cup 2008
2008 wurde der Davis Cup zum 97. Mal ausgetragen. 16 Mannschaften spielten in der Weltgruppe um den Titel. Den Titel sicherte sich die Mannschaft Spaniens.

## Teilnehmer

### Weltgruppe
| - Argentinien - Belgien - Deutschland - Frankreich | - Israel - Österreich - Spanien - Peru | - Rumänien - Russland - Schweden - Serbien | - Großbritannien - Südkorea - Tschechien - USA |

### Relegation
| - Australien - Brasilien | - Chile - Indien | - Kroatien - Niederlande | - Schweiz - Slowakei |

## Das Turnier
|  | 1. Runde 8.–10. Februar | 1. Runde 8.–10. Februar | 1. Runde 8.–10. Februar |                    |             | Viertelfinale 11.–13. April | Viertelfinale 11.–13. April | Viertelfinale 11.–13. April |  |  | Halbfinale 19.–21. September | Halbfinale 19.–21. September | Halbfinale 19.–21. September |  |  | Finale 21.–23. November | Finale 21.–23. November | Finale 21.–23. November |
|  |                         |                         |                         |                    |             |                             |                             |                             |  |  |                              |                              |                              |  |  |                         |                         |                         |
|  | Argentinien             | Argentinien             | 4                       |                    |             |                             |                             |                             |  |  |                              |                              |                              |  |  |                         |                         |                         |
|  | Vereinigtes Konigreich  | Großbritannien          | 1                       |                    |             |                             |                             |                             |  |  |                              |                              |                              |  |  |                         |                         |                         |
|  | Vereinigtes Konigreich  | Großbritannien          | 1                       | Argentinien        | Argentinien | 4                           |                             |                             |  |  |                              |                              |                              |  |  |                         |                         |                         |
|  |                         |                         |                         | Argentinien        | Argentinien | 4                           |                             |                             |  |  |                              |                              |                              |  |  |                         |                         |                         |
|  |                         |                         | Schweden                | Schweden           | 1           |                             |                             |                             |  |  |                              |                              |                              |  |  |                         |                         |                         |
|  | Israel                  | Israel                  | Schweden                | Schweden           | 1           | 2                           |                             |                             |  |  |                              |                              |                              |  |  |                         |                         |                         |
|  | Israel                  | Israel                  |                         |                    |             | 2                           |                             |                             |  |  |                              |                              |                              |  |  |                         |                         |                         |
|  | Schweden                | Schweden                | 3                       |                    |             |                             |                             |                             |  |  |                              |                              |                              |  |  |                         |                         |                         |
|  | Schweden                | Schweden                | 3                       | Argentinien        | Argentinien | 3                           |                             |                             |  |  |                              |                              |                              |  |  |                         |                         |                         |
|  |                         |                         |                         | Argentinien        | Argentinien | 3                           |                             |                             |  |  |                              |                              |                              |  |  |                         |                         |                         |
|  |                         | Russland                | Russland                | 2                  |             |                             |                             |                             |  |  |                              |                              |                              |  |  |                         |                         |                         |
|  | Russland                | Russland                | Russland                | 2                  | Russland    | 3                           |                             |                             |  |  |                              |                              |                              |  |  |                         |                         |                         |
|  | Russland                |                         |                         |                    | Russland    | 3                           |                             |                             |  |  |                              |                              |                              |  |  |                         |                         |                         |
|  | Serbien                 | Serbien                 | 2                       |                    |             |                             |                             |                             |  |  |                              |                              |                              |  |  |                         |                         |                         |
|  | Serbien                 | Serbien                 | 2                       | Russland           | Russland    | 3                           |                             |                             |  |  |                              |                              |                              |  |  |                         |                         |                         |
|  |                         |                         |                         | Russland           | Russland    | 3                           |                             |                             |  |  |                              |                              |                              |  |  |                         |                         |                         |
|  |                         |                         | Tschechien              | Tschechien         | 2           |                             |                             |                             |  |  |                              |                              |                              |  |  |                         |                         |                         |
|  | Tschechien              | Tschechische Republik   | Tschechien              | Tschechien         | 2           | 3                           |                             |                             |  |  |                              |                              |                              |  |  |                         |                         |                         |
|  | Tschechien              | Tschechische Republik   |                         |                    |             |                             |                             |                             |  |  |                              |                              |                              |  |  |                         |                         |                         |
|  | Belgien                 | Belgien                 | 2                       |                    |             |                             |                             |                             |  |  |                              |                              |                              |  |  |                         |                         |                         |
|  | Belgien                 | Belgien                 | 2                       | Argentinien        | Argentinien | 1                           |                             |                             |  |  |                              |                              |                              |  |  |                         |                         |                         |
|  |                         |                         |                         |                    |             |                             |                             |                             |  |  |                              |                              |                              |  |  |                         |                         |                         |
|  |                         | Spanien                 | Spanien                 | 3                  |             |                             |                             |                             |  |  |                              |                              |                              |  |  |                         |                         |                         |
|  | Deutschland             | Spanien                 | Spanien                 | 3                  | Deutschland | 3                           |                             |                             |  |  |                              |                              |                              |  |  |                         |                         |                         |
|  | Deutschland             |                         |                         |                    | Deutschland | 3                           |                             |                             |  |  |                              |                              |                              |  |  |                         |                         |                         |
|  | Korea Sud               | Südkorea                | 2                       |                    |             |                             |                             |                             |  |  |                              |                              |                              |  |  |                         |                         |                         |
|  | Korea Sud               | Südkorea                | 2                       | Deutschland        | Deutschland | 1                           |                             |                             |  |  |                              |                              |                              |  |  |                         |                         |                         |
|  |                         |                         |                         | Deutschland        | Deutschland | 1                           |                             |                             |  |  |                              |                              |                              |  |  |                         |                         |                         |
|  |                         |                         | Spanien                 | Spanien            | 4           |                             |                             |                             |  |  |                              |                              |                              |  |  |                         |                         |                         |
|  | Peru                    | Peru                    | Spanien                 | Spanien            | 4           | 0                           |                             |                             |  |  |                              |                              |                              |  |  |                         |                         |                         |
|  | Peru                    | Peru                    |                         |                    |             | 0                           |                             |                             |  |  |                              |                              |                              |  |  |                         |                         |                         |
|  | Spanien                 | Spanien                 | 5                       |                    |             |                             |                             |                             |  |  |                              |                              |                              |  |  |                         |                         |                         |
|  | Spanien                 | Spanien                 | 5                       | Spanien            | Spanien     | 4                           |                             |                             |  |  |                              |                              |                              |  |  |                         |                         |                         |
|  |                         |                         |                         | Spanien            | Spanien     | 4                           |                             |                             |  |  |                              |                              |                              |  |  |                         |                         |                         |
|  |                         | Vereinigte Staaten      | USA                     | 1                  |             |                             |                             |                             |  |  |                              |                              |                              |  |  |                         |                         |                         |
|  | Osterreich              | Vereinigte Staaten      | USA                     | 1                  | Österreich  | 1                           |                             |                             |  |  |                              |                              |                              |  |  |                         |                         |                         |
|  | Osterreich              |                         |                         |                    |             |                             |                             |                             |  |  |                              |                              |                              |  |  |                         |                         |                         |
|  | Vereinigte Staaten      | USA                     | 4                       |                    |             |                             |                             |                             |  |  |                              |                              |                              |  |  |                         |                         |                         |
|  | Vereinigte Staaten      | USA                     | 4                       | Vereinigte Staaten | USA         | 4                           |                             |                             |  |  |                              |                              |                              |  |  |                         |                         |                         |
|  |                         |                         |                         | Vereinigte Staaten | USA         | 4                           |                             |                             |  |  |                              |                              |                              |  |  |                         |                         |                         |
|  |                         |                         | Frankreich              | Frankreich         | 1           |                             |                             |                             |  |  |                              |                              |                              |  |  |                         |                         |                         |
|  | Rumänien                | Rumänien                | Frankreich              | Frankreich         | 1           | 0                           |                             |                             |  |  |                              |                              |                              |  |  |                         |                         |                         |
|  | Rumänien                | Rumänien                |                         |                    |             |                             |                             |                             |  |  |                              |                              |                              |  |  |                         |                         |                         |
|  | Frankreich              | Frankreich              | 5                       |                    |             |                             |                             |                             |  |  |                              |                              |                              |  |  |                         |                         |                         |

### Achtelfinale
| Datum          | Heimmannschaft | Ergebnis | Gastmannschaft     | Ort             |
| -------------- | -------------- | -------- | ------------------ | --------------- |
| 8.–10. Februar | Russland       | 3:2      | Serbien            | Moskau          |
| 8.–10. Februar | Tschechien     | 3:2      | Belgien            | Ostrava         |
| 8.–10. Februar | Argentinien    | 4:1      | Großbritannien     | Buenos Aires    |
| 8.–10. Februar | Israel         | 2:3      | Schweden           | Ramat haScharon |
| 8.–10. Februar | Deutschland    | 3:2      | Südkorea           | Braunschweig    |
| 8.–10. Februar | Peru           | 0:5      | Spanien            | Lima            |
| 8.–10. Februar | Rumänien       | 0:5      | Frankreich         | Sibiu           |
| 8.–10. Februar | Österreich     | 1:4      | Vereinigte Staaten | Wien            |

### Viertelfinale
| Datum         | Heimmannschaft     | Ergebnis | Gastmannschaft | Ort           |
| ------------- | ------------------ | -------- | -------------- | ------------- |
| 11.–13. April | Russland           | 3:2      | Tschechien     | Moskau        |
| 11.–13. April | Argentinien        | 4:1      | Schweden       | Buenos Aires  |
| 11.–13. April | Deutschland        | 1:4      | Spanien        | Bremen        |
| 11.–13. April | Vereinigte Staaten | 4:1      | Frankreich     | Winston-Salem |

### Halbfinale
| Datum             | Heimmannschaft | Ergebnis | Gastmannschaft     | Ort          |
| ----------------- | -------------- | -------- | ------------------ | ------------ |
| 19.–21. September | Argentinien    | 3:2      | Russland           | Buenos Aires |
| 19.–21. September | Spanien        | 4:1      | Vereinigte Staaten | Madrid       |

### Finale
| Argentinien                                                                                      | Finale | Spanien                                                                                              |
| ------------------------------------------------------------------------------------------------ | --- | --- |
| Team Juan Martín del Potro David Nalbandian José Acasuso Agustín Calleri Kapitän Alberto Mancini | Datum: 21. bis 23. November 2008 Ort: Polideportivo Islas Malvinas, Mar del Plata (Argentinien) Belag: Hartplatz (Halle) \| Freitag, 21. November 2008 \| \| \| \| David Nalbandian \| 6:2, 6:3, 6:2 \| David Ferrer \| \| Juan Martín del Potro \| 6:4, 6:72, 6:74, 3:6 \| Feliciano López \| \| Samstag, 22. November 2008 \| \| \| \| Agustín Calleri David Nalbandian \| 7:5, 5:7, 6:75, 3:6 \| Feliciano López Fernando Verdasco \| \| Sonntag, 23. November 2008 \| \| \| \| José Acasuso \| 3:6, 7:63, 6:4, 3:6, 1:6 \| Fernando Verdasco \| \| David Nalbandian \| nicht ausgetragen \| Feliciano López \| Resultat: 1:3 | Team David Ferrer Fernando Verdasco Feliciano López Marcel Granollers Kapitän Emilio Sánchez Vicario |
| Freitag, 21. November 2008                                                                       | | |
| David Nalbandian                                                                                 | 6:2, 6:3, 6:2 | David Ferrer                                                                                         |
| Juan Martín del Potro                                                                            | 6:4, 6:72, 6:74, 3:6 | Feliciano López                                                                                      |
| Samstag, 22. November 2008                                                                       | | |
| Agustín Calleri David Nalbandian                                                                 | 7:5, 5:7, 6:75, 3:6 | Feliciano López Fernando Verdasco                                                                    |
| Sonntag, 23. November 2008                                                                       | | |
| José Acasuso                                                                                     | 3:6, 7:63, 6:4, 3:6, 1:6 | Fernando Verdasco                                                                                    |
| David Nalbandian                                                                                 | nicht ausgetragen | Feliciano López                                                                                      |

## Relegation
| Datum             | Heimmannschaft | Ergebnis | Gastmannschaft | Ort            |
| ----------------- | -------------- | -------- | -------------- | -------------- |
| 19.–21. September | Chile          | 3:2      | Australien     | Antofagasta    |
| 19.–21. September | Großbritannien | 2:3      | Österreich     | Wimbledon      |
| 19.–21. September | Schweiz        | 4:1      | Belgien        | Lausanne       |
| 19.–21. September | Kroatien       | 4:1      | Brasilien      | Zadar          |
| 19.–21. September | Israel         | 4:1      | Peru           | Ramat Hasharon |
| 19.–21. September | Niederlande    | 3:2      | Südkorea       | Apeldoorn      |
| 19.–21. September | Rumänien       | 4:1      | Indien         | Bukarest       |
| 19.–21. September | Slowakei       | 1:4      | Serbien        | Bratislava     |